# Proasellus linearis
Proasellus linearis is een pissebed uit de familie Asellidae. De wetenschappelijke naam van de soort is voor het eerst geldig gepubliceerd in 1967 door Yakov Avadievich Birstein.